# NGC 1194
NGC 1194 (другие обозначения — UGC 2514, MCG 0-8-78, ZWG 389.68, IRAS03012-0117, PGC 11537) — галактика в созвездии Кит.
Этот объект входит в число перечисленных в оригинальной редакции «Нового общего каталога».
Галактика обладает активным ядром и относится к сейфертовским галактикам типа II.